# Bovkun, Tarașcea
Bovkun (în ucraineană Бовкун) este un sat în comuna Stepok din raionul Tarașcea, regiunea Kiev, Ucraina.

## Demografie
Componența lingvistică a localității Bovkun
     Ucraineană (97,39%)
     Rusă (2,61%)
Conform recensământului din 2001, majoritatea populației localității Bovkun era vorbitoare de ucraineană (97,39%), existând în minoritate și vorbitori de rusă (2,61%).